# Zéro (radio)
Pour les articles homonymes, voir Zéro (homonymie).

Diagramme polaire d'une antenne Yagi montrant une alternance de lobes et de zéros. On notera le lobe principal, le lobe arrière et les lobes secondaires.

Un zéro en théorie des antennes, est une direction dans le diagramme de rayonnement d'une antenne où il n'y a pratiquement pas d'émission de l'onde radio, de sorte que l'intensité du signal transmis à distance de l'émetteur est un minimum local.  
Les zéros radio dans le diagramme se produisent parce que les différentes parties d'une antenne émettent des ondes radio de différentes phases. Dans les directions où l'antenne émet des ondes radio d'amplitude égale et de phase opposée, les ondes radio s'annulent, de sorte que la puissance radioélectrique émise dans cette direction est faible ou nulle. Dans d'autres directions, les ondes radio provenant de différentes parties de l'antenne sont en phase et se renforcent, ce qui entraîne une intensité maximale du signal dans le diagramme de rayonnement, appelé lobe.
On trouve donc dans les diagrammes d'antenne directive une alternance de lobes et de zéros.
Dans les antennes d'émission conçues pour fournir une large couverture, les lobes secondaires peuvent être un problème, empêchant la réception dans une zone donnée. Le remplissage des zéros (en) (en anglais : null fill) dans le plan vertical est utilisé pour éviter ce problème en utilisant des déphasages judicieux entre les éléments d'une antenne réseau.

## Emploi des zéros d'antenne
Les zéros d'antenne peuvent également être utilisés à bon escient. Dans un récepteur radio, l'antenne du récepteur peut être réglée (c'est-à-dire dirigée) de manière que la direction de la source d'une interférence soit située dans une zone d'un zéro de l'antenne, afin de minimiser la réception de l'interférence.

### Radiodiffusion
On a également utilisé des angles morts de manière intentionnelle pour empêcher une antenne d'émettre dans une certaine zone. Par exemple, CIII-DT-22 (en), un répéteur radio situé à  Wheatley (en) de la station de télévision CIII-DT du groupe Global à Toronto possède un zéro vers Windsor pour protéger les droits de diffusion des stations américaines dans la région limitrophe de Détroit[réf. nécessaire].

### Radiogoniométrie
Les récepteurs de radiogoniométrie (en anglais : Radio direction finding ou RDF) utilisent des antennes spéciales avec des zéros très étroits et aigus pour trouver l'emplacement des émetteurs. L'antenne est tournée jusqu'à ce que le signal reçu soit minimum ; à ce moment-là, le point zéro de l'antenne est pointé le long de la ligne de relèvement jusqu'à l'émetteur.

### Poursuite de cible
Pour la poursuite d'un aéronef ou d'une cible avec une antenne radioélectrique dans le cadre d'application radar ou de télécommunications, il est possible d'utiliser une antenne monopulse qui présente au moins une voie somme (dite sigma) et une voie différence (dite delta) en azimuth. La voie somme qui additionne les signaux de deux demi-antennes présente un lobe principal dans la direction principale de l'antenne ; la voie différence qui effectue la différence des signaux des mêmes deux demi-antennes dispose d'un zéro dans cet axe. En hyperfréquences, l'opération de combinaison s'effectue avec un octopôle particulier, appelé té magique. Le récepteur associé à ce type d'antenne exploite les signaux provenant des deux voies sigma et delta pour suivre la cible en pilotant les servo-moteurs de poursuite afin de maintenir la cible dans le zéro d'antenne. 

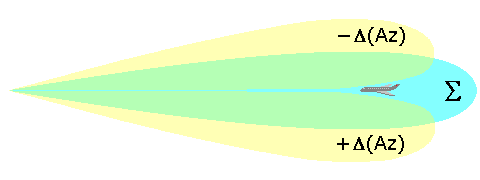
Lobes somme (en bleu) et différence (en jaune) d'une antenne monopulse, présentant un zéro sur la voie delta dans la direction principale.

Cette technique est également utilisée pour l'antenne de l'interrogateur d'un système d'identification ami-ennemi (en anglais : identification friend or foe ou IFF).